# Karl Lindberg
Karl Lindberg   (14 de maig de 1906 - 23 de maig de 1988) fou un esquiador de fons suec que va competir durant la dècada de 1930. En el seu palmarès destaca una medalla de bronze al Campionat del Món d'esquí nòrdic de 1931 i dos campionats nacionals.